# Copa del Món de Futbol de 1930 - Segona fase
La segona fase de la Copa del Món de Futbol de 1930 és la fase final de la competició, disputada a l'Uruguai, després de la fase de grups. Els primers equip de cada grup (4 en total) es classifiquen per la segona fase, disputada a eliminació directa.

## Equips classificats
Els quatre equips classificats per les semifinals van ser:
| Grup 1    | Grup 2     | Grup 3  | Grup 4       |
| Argentina | Iugoslàvia | Uruguai | Estats Units |
| --------- | ---------- | ------- | ------------ |

## Quadre
|  | Semifinals                | Semifinals |                           |   | Final | Final |
|  |                           |            |                           |   |       |       |
|  | 26 de juliol – Montevideo |            |                           |   |       |       |
|  |                           |            |                           |   |       |       |
|  | Argentina                 | 6          |                           |   |       |       |
|  | Argentina                 | 6          | 30 de juliol – Montevideo |   |       |       |
|  | Estats Units              | 1          |                           |   |       |       |
|  | Estats Units              | 1          | Argentina                 | 2 |       |       |
|  | 27 de juliol – Montevideo |            | Argentina                 | 2 |       |       |
|  |                           | Uruguai    | 4                         |   |       |       |
|  | Uruguai                   | Uruguai    | 4                         | 6 |       |       |
|  | Uruguai                   |            |                           | 6 |       |       |
|  | Iugoslàvia                | 1          |                           |   |       |       |
|  | Iugoslàvia                | 1          |                           |   |       |       |

## Semifinals
| Argentina                                                       | 6–1 | Estats Units |
| --------------------------------------------------------------- | --- | ------------ |
| Monti 20' · Scopelli 56' · Stábile 69', 87' · Peucelle 80', 85' |     | Brown 89'    |

| Uruguai                                            | 6–1 | Iugoslàvia     |
| -------------------------------------------------- | --- | -------------- |
| Cea 18', 67', 72' · Anselmo 20', 31' · Iriarte 61' |     | Vujadinović 4' |

## Final

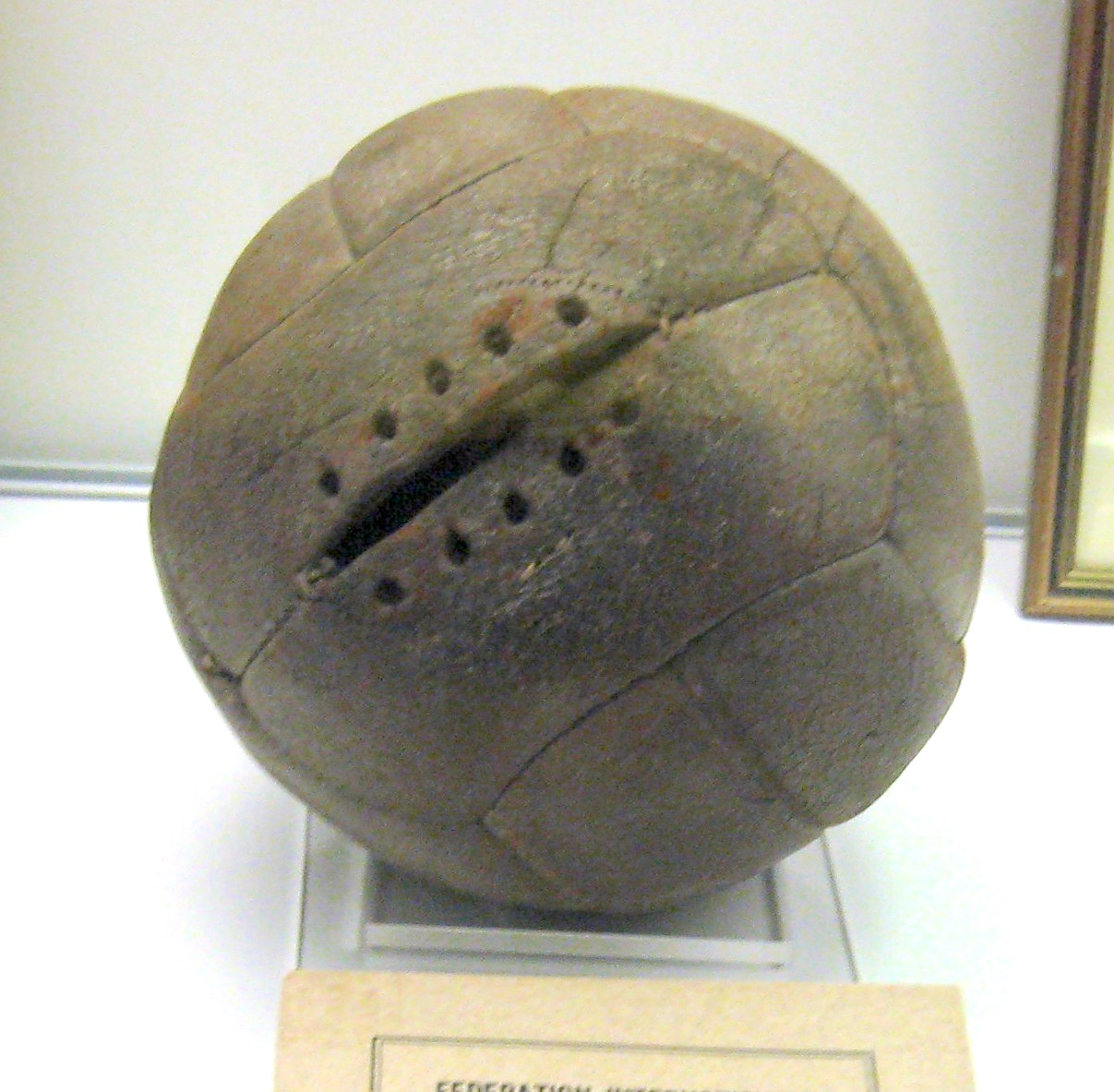
Pilota de la final (1a part)

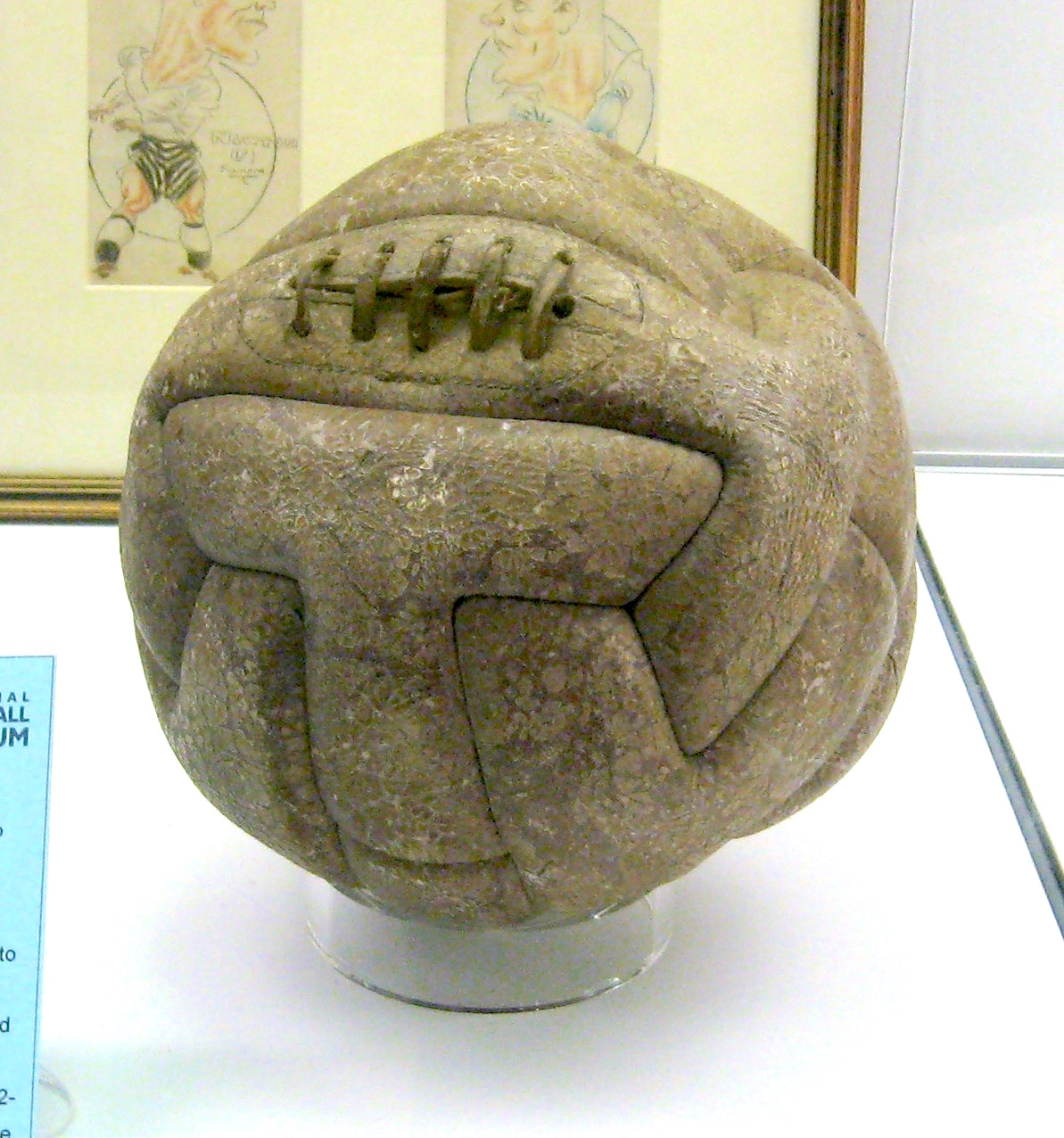
Pilota de la final (2a part)

| Uruguai                                         | 4–2 | Argentina                  |
| ----------------------------------------------- | --- | -------------------------- |
| Dorado 12' · Cea 57' · Iriarte 68' · Castro 89' |     | Peucelle 20' · Stábile 37' |

|  |  |